# Endacusta pindana
Endacusta pindana är en insektsart som beskrevs av Otte, D. och R.D. Alexander 1983. Endacusta pindana ingår i släktet Endacusta och familjen syrsor. Inga underarter finns listade i Catalogue of Life.